# 地蔵塚古墳 (笛吹市)
地蔵塚古墳（じぞうづかこふん）は、山梨県笛吹市八代町南にある古墳。形状は円墳。笛吹市指定史跡に指定されている。

## 概要
山梨県中央部、甲府盆地南東の浅川扇状地の扇央部（標高305メートル）に築造された大型円墳である。『甲斐国志』には「地蔵塚」として記述され、古くから開口したことが知られる。現在も石室内には地蔵尊の立像・坐像が安置される。これまでに発掘調査は実施されていない。
墳形は円形で、直径35メートル・高さ5メートルを測る。埋葬施設は横穴式石室で、南西方向に開口する。現存部分で石室全長10.1メートルを測る大型石室であり、旧八代町域では最大規模、山梨県内でも5指に入る規模になる。石室内の副葬品は詳らかでない。築造時期は古墳時代後期-終末期の6世紀末-7世紀初頭頃と推定される。
古墳域は1973年（昭和48年）に旧八代町指定史跡（現在は笛吹市指定史跡）に指定されている。

## 埋葬施設

石室俯瞰図

石室展開図

埋葬施設としては横穴式石室が構築されており、南西方向に開口する。石室の規模は次の通り。
- 石室全長：10.1メートル
- 玄室：長さ6メートル、幅2.5メートル（奥壁）
- 羨道：長さ4.1メートル、幅1.6メートル（羨道部）、高さ1.3メートル（開口部）

石室の奥壁は、大型の石を横に2段積んだ上に、小型の石で隙間を埋める。側壁は、大型の自然石を約4段で乱石積みし、持ち送りが顕著である。袖石には幅0.7メートル・高さ1メートルの方柱状の自然石を立てる。天井石は5枚で、奥壁側の2枚はほぼ水平であり、開口部にかけて下がるが段は形成しない。
石室の構造には、姥塚古墳（笛吹市）・加牟那塚古墳（甲府市）との強い類似性が指摘される。

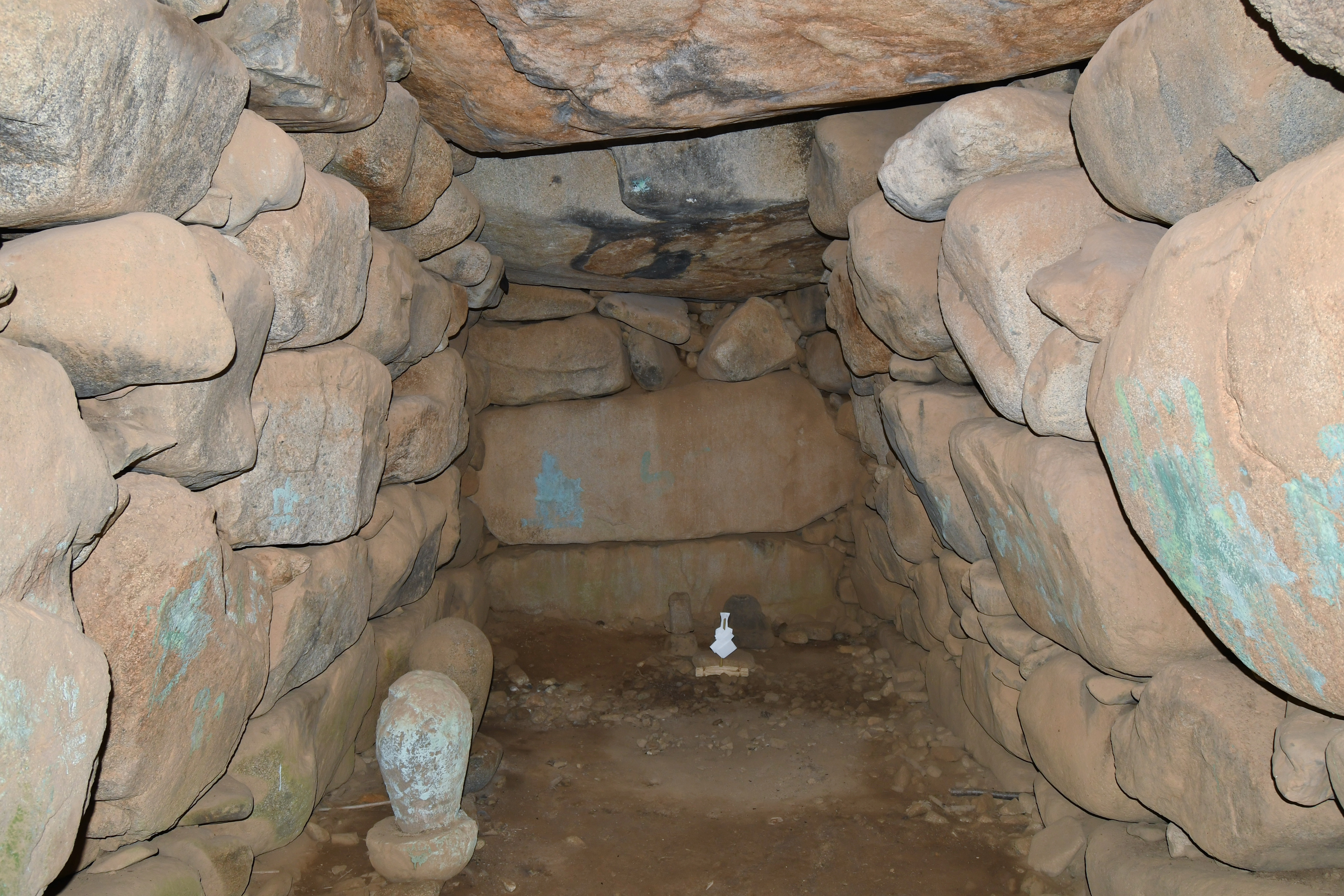
玄室（奥壁方向）
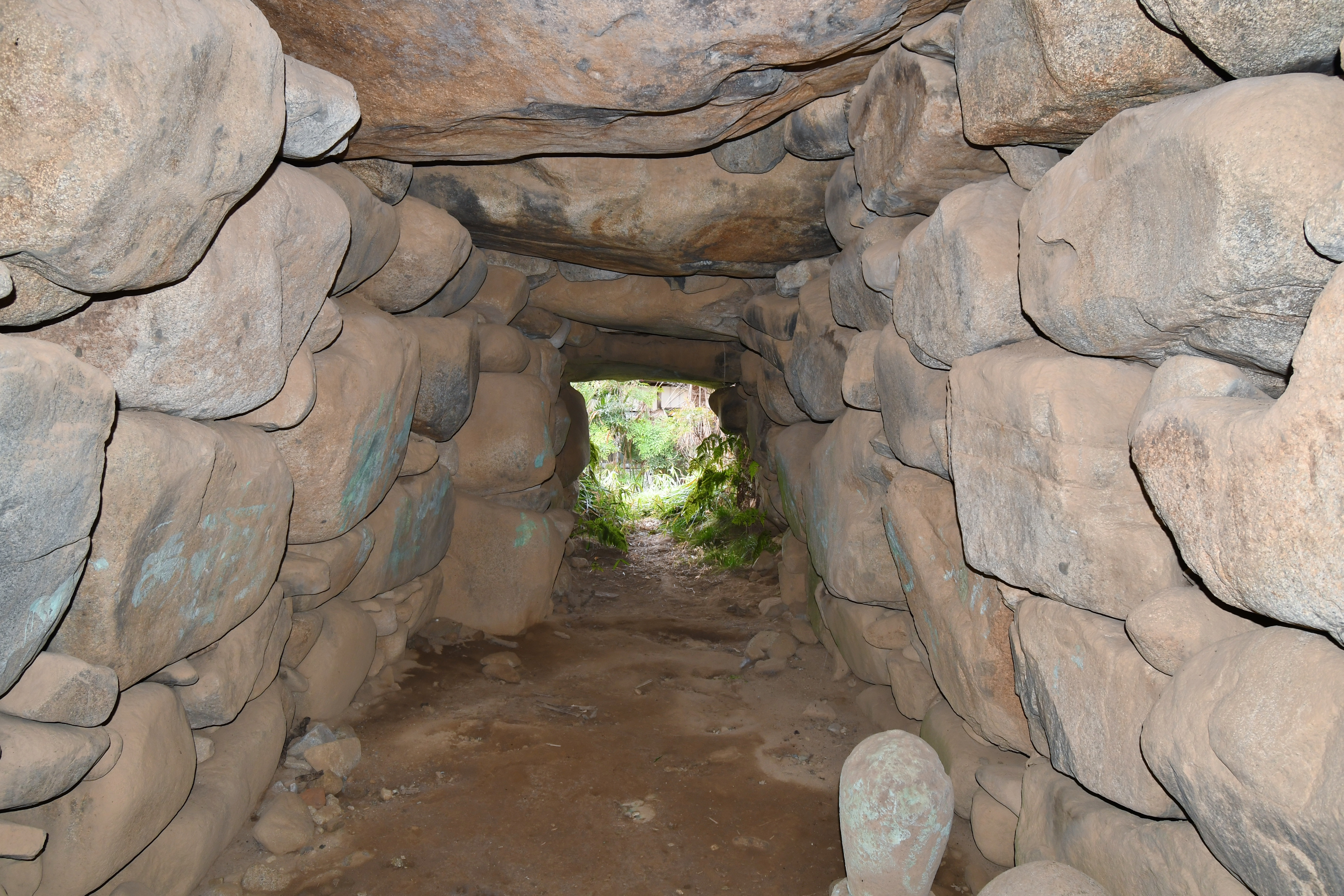
玄室（開口部方向）
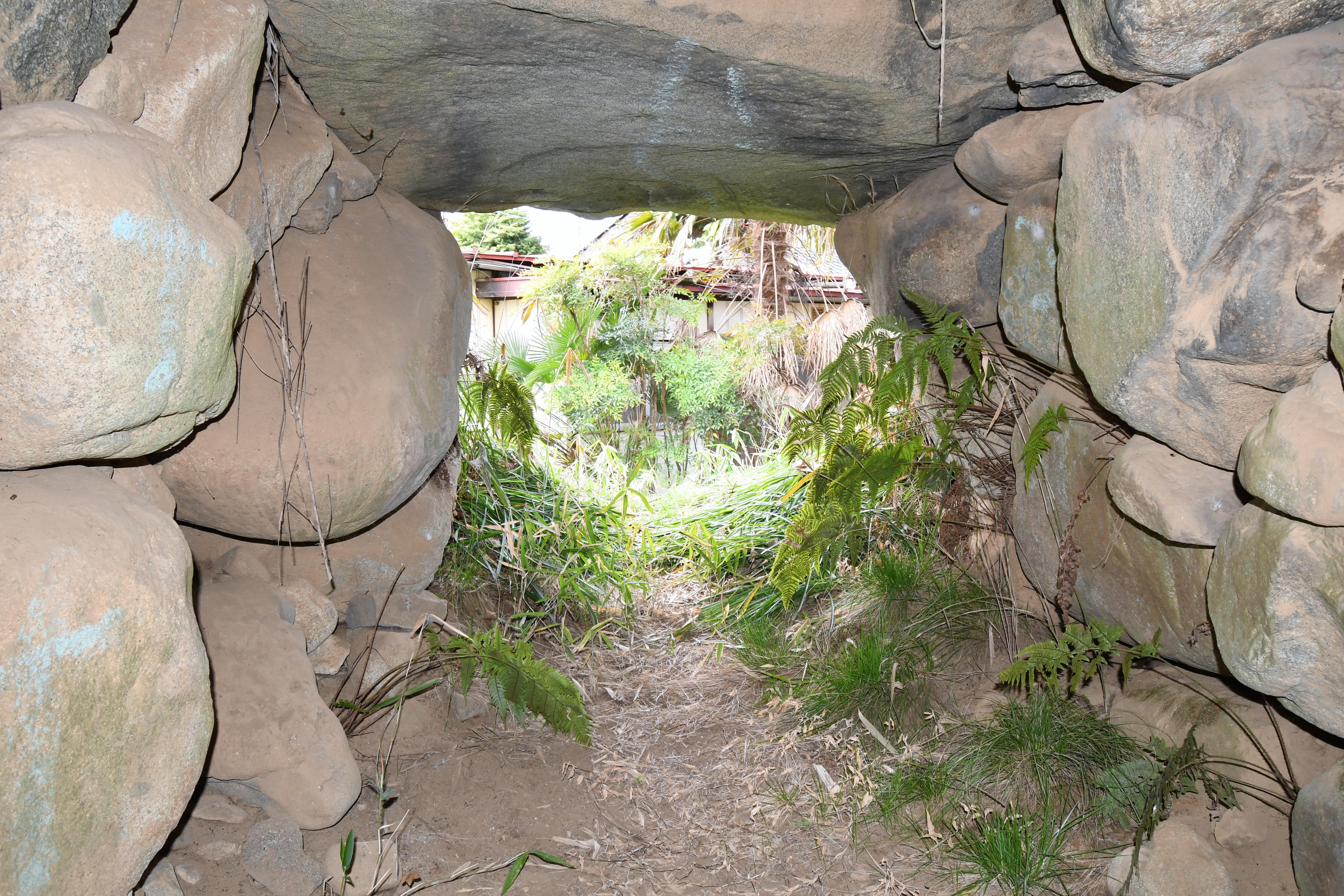
羨道（開口部方向）
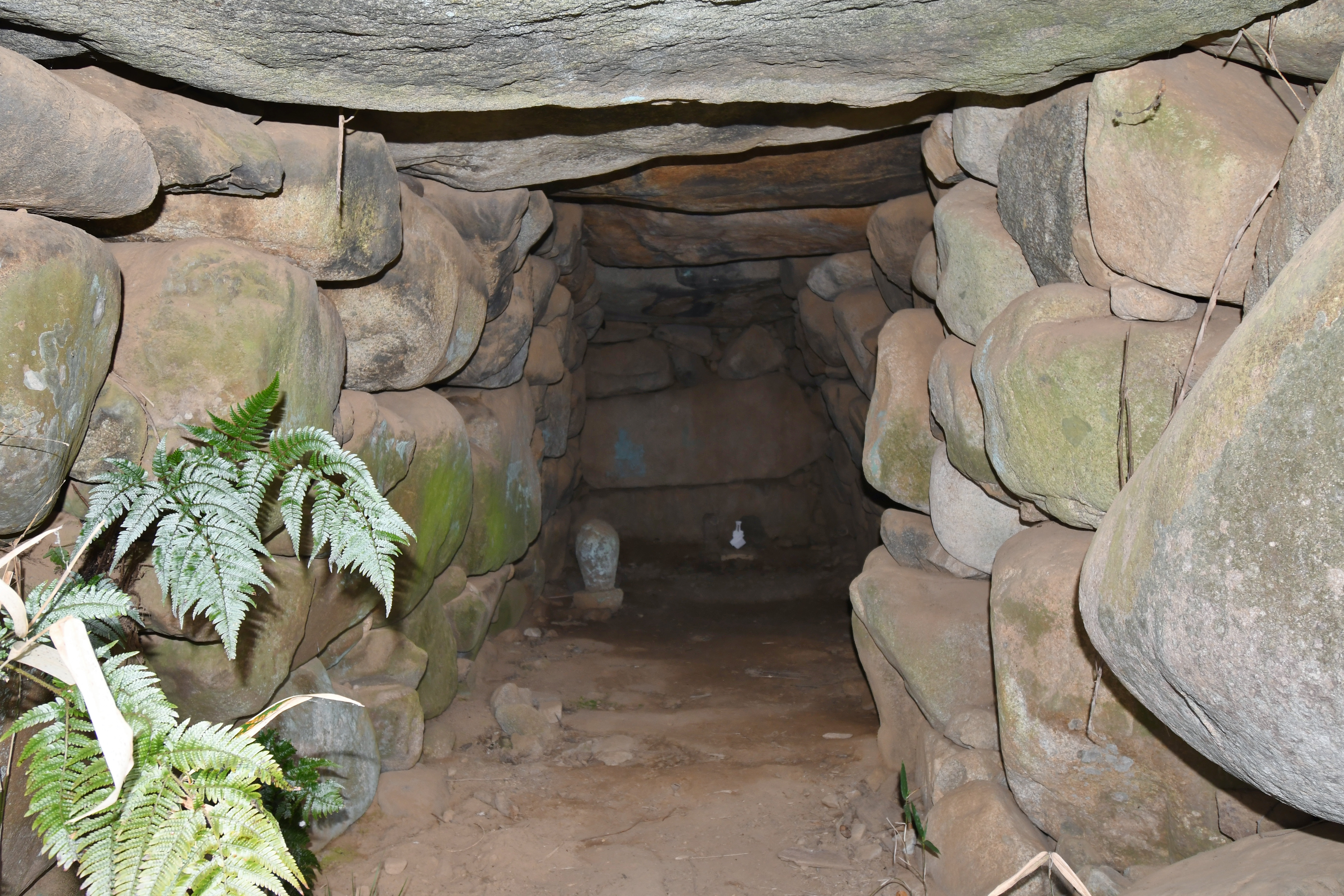
羨道（玄室方向）
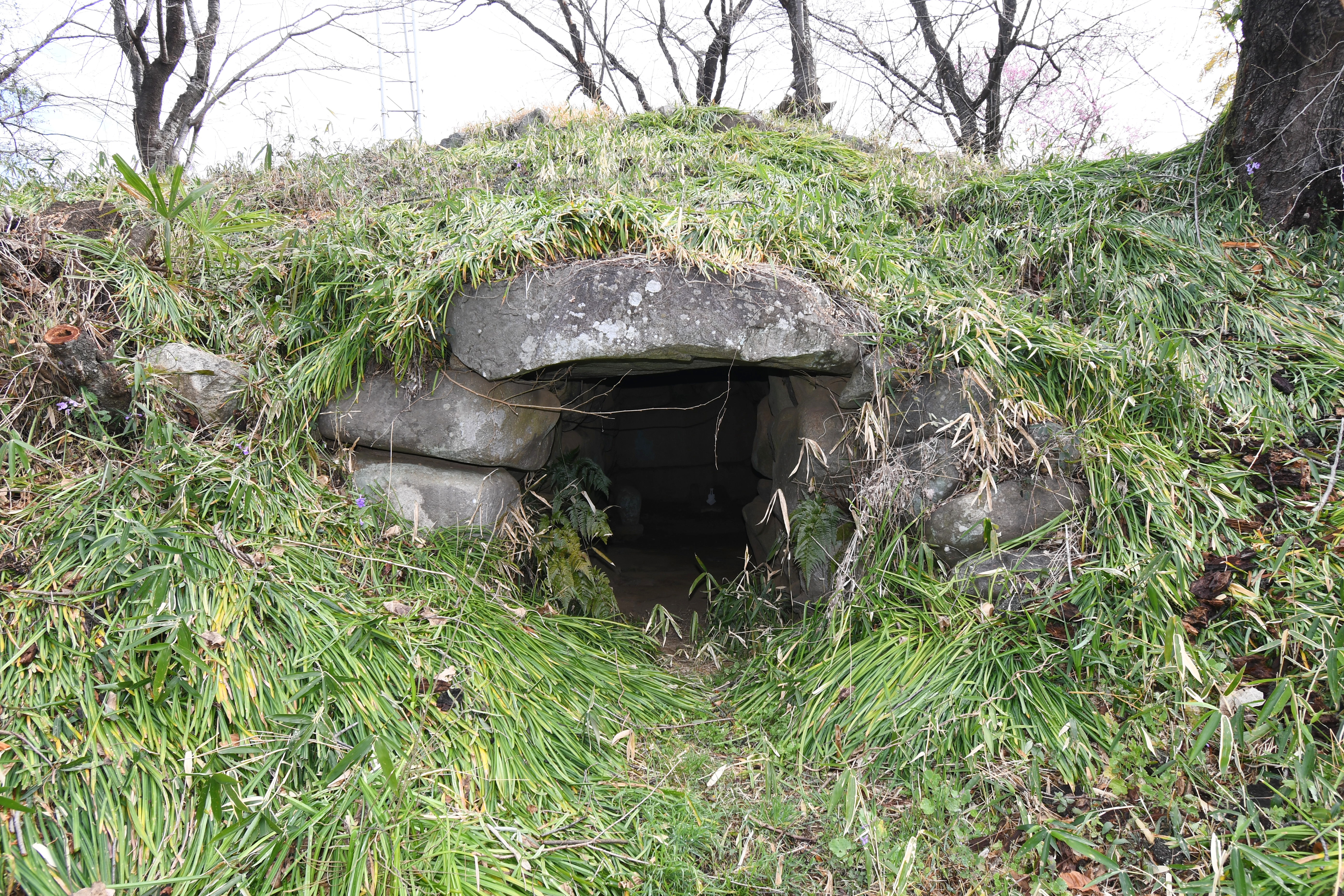
開口部
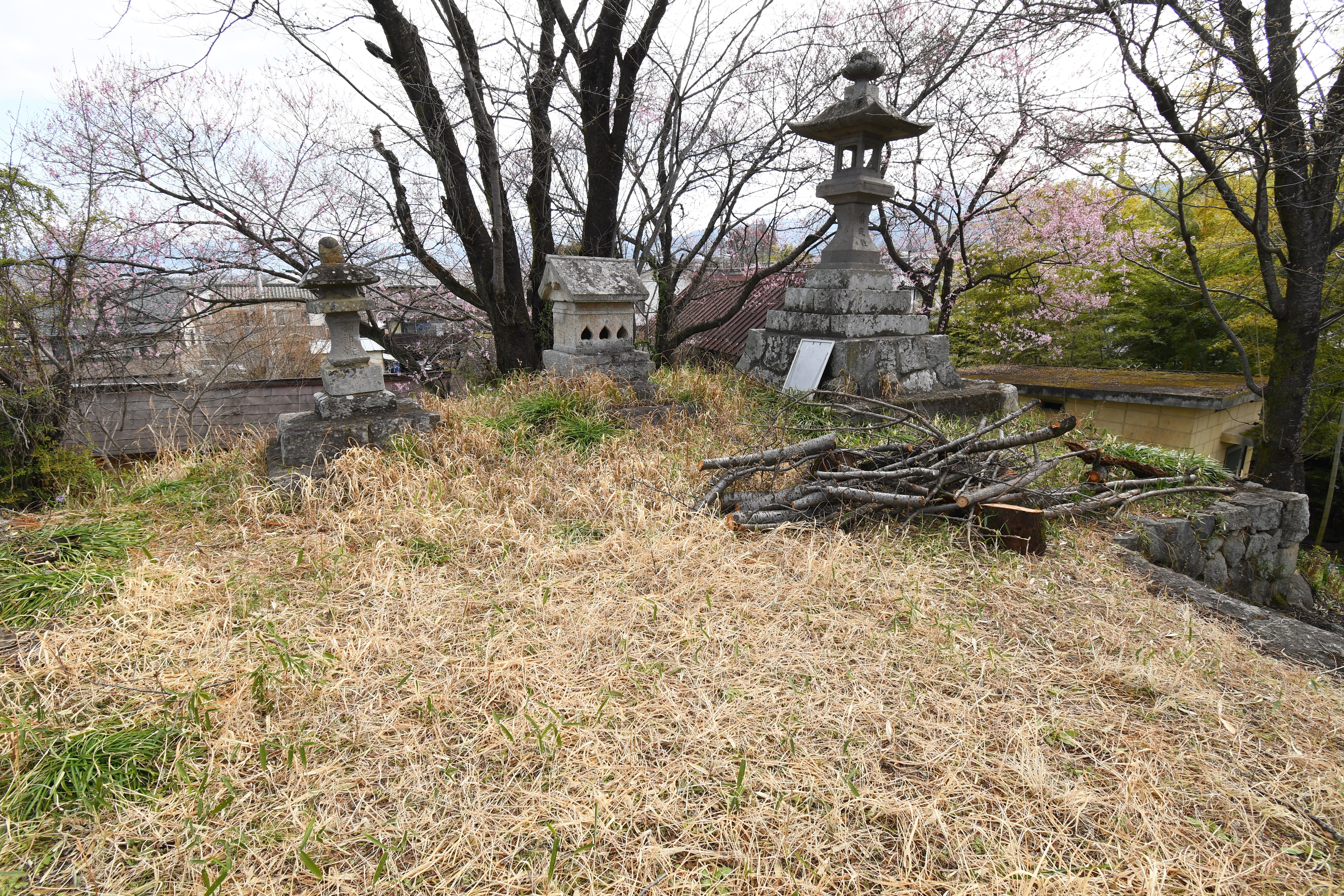
墳頂

## 文化財

### 笛吹市指定文化財
- 史跡
  - 地蔵塚古墳 - 1973年（昭和48年）2月20日指定。